# Maciej Kuroń

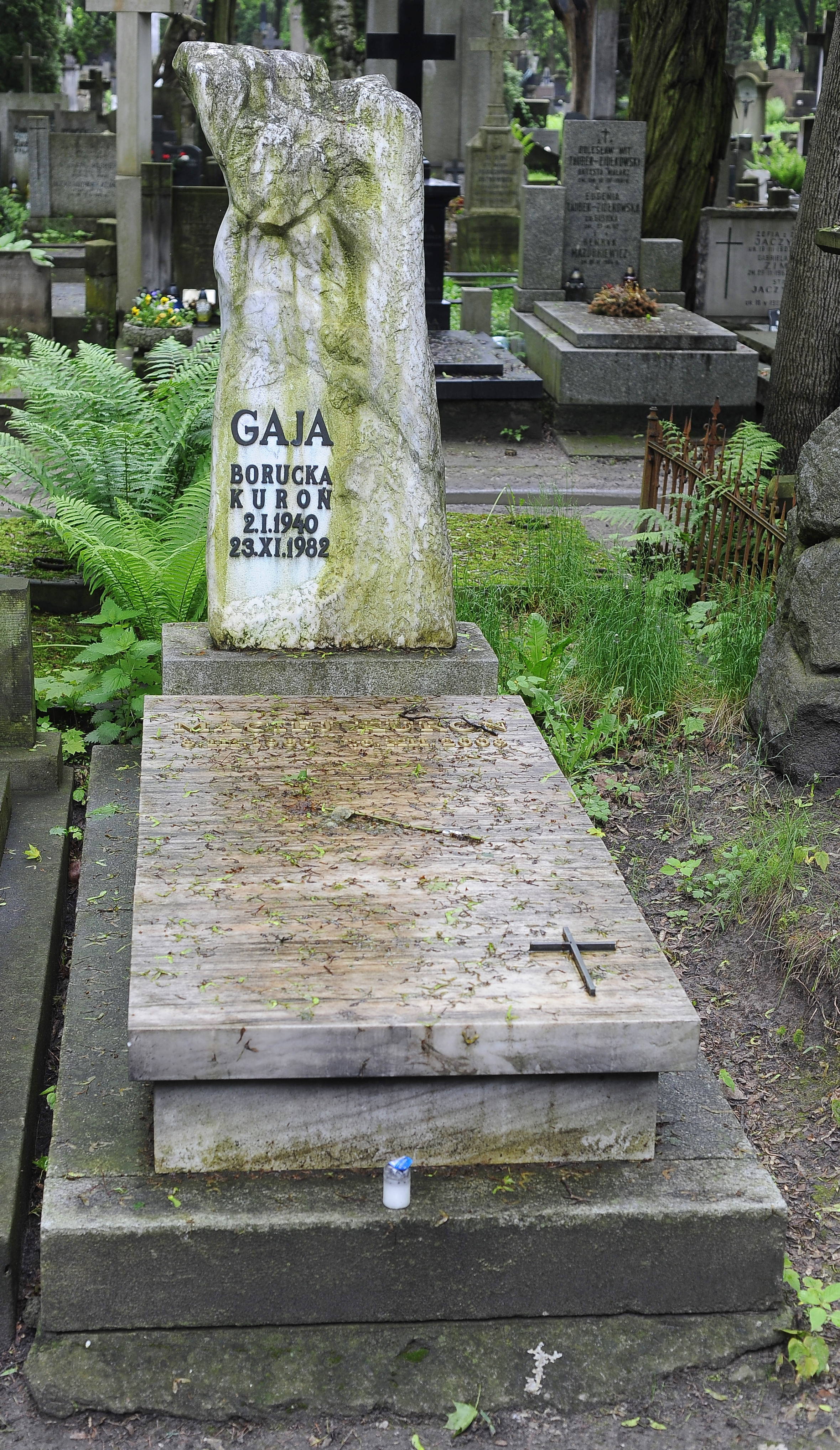
Grób Macieja Kuronia i jego matki na cmentarzu Powązkowskim w Warszawie

Maciej Kuroń (ur. 8 marca 1960 w Warszawie, zm. 25 grudnia 2008 w Izabelinie) – polski kucharz, dziennikarz, publicysta kulinarny, prezenter programów telewizyjnych o tematyce kulinarnej. Syn Grażyny i Jacka Kuroniów.

## Życiorys

### Dzieciństwo i wczesna młodość
Laureat olimpiady historycznej, planował studia na Wydziale Historycznym Uniwersytetu Warszawskiego, co uniemożliwiła decyzja  ówczesnego ministra szkolnictwa wyższego. Ostatecznie w październiku 1979 rozpoczął studia na Wydziale Historycznym Wyższej Szkoły Pedagogicznej w Olsztynie.

### Lata 80. XX wieku
Po strajkach  Sierpnia 1980 i powstaniu Solidarności był inicjatorem powołania niezależnej organizacji studenckiej w Olsztynie. W dniach 18–19 października 1980 r. uczestniczył w zjeździe założycielskim  w Warszawie. Jako delegat olsztyńskiej WSP wchodził w skład Ogólnopolskiego Komitetu Założycielskiego, i to wedle jego pomysłu nowa, opozycyjna wobec władz komunistycznych, organizacja młodzieżowa przyjęła nazwę „Niezależne Zrzeszenie Studentów”.

### Stan wojenny (1981–1983)
W 1981 był jednym z głównych organizatorów strajków studenckich na WSP – w dniach: 25–27 lutego i 23 listopada – 11 grudnia 1981. Po ogłoszeniu stanu wojennego 13 grudnia 1981 został internowany w Białołęce i bezpośrednio po tym relegowany z uczelni. W tym czasie jego pełnomocnikiem z ramienia studenckiej komisji zajmującej się pomocą dla osób represjonowanych w okresie stanu wojennego był ówczesny student III roku na Wydziale Prawa i Administracji Uniwersytetu Warszawskiego Robert Gwiazdowski. Po stanie wojennym wyjechał do USA, kształcił się w The Culinary Institute of America.

### Gospodarz programów kulinarnych
Był autorem kilku książek kucharskich, w tym Kuchni polskiej. Kuchni Rzeczypospolitej wielu narodów. Należał do Stowarzyszenia Wolnego Słowa. W telewizji prowadził programy kulinarne: Niebo w gębie w WOT, Gotuj z Kuroniem i Kuroń raz w TVN oraz teleturniej kulinarny Graj z Kuroniem w TVP1. W 1998 został uhonorowany nagrodą Wiktora.

### Życie prywatne
Miał żonę Joannę i czworo dzieci: Jana, Jakuba, Kacpra i Grażynę.

### Śmierć i pogrzeb
Zmarł nagle 25 grudnia 2008 w swoim domu w Izabelinie koło Warszawy z powodu ciężkiej niewydolności krążenia. 7 stycznia 2009 został pochowany na cmentarzu Powązkowskim w Warszawie (kwatera 85-2-10). W dniu pogrzebu „za wybitne zasługi w działalności na rzecz przemian demokratycznych w Polsce oraz za zaangażowanie w kształtowanie społecznych postaw Polaków” został pośmiertnie odznaczony Krzyżem Oficerskim Orderu Odrodzenia Polski.